# Ferreira (kommunhuvudort)
Ferreira är en kommunhuvudort i Spanien.   Den ligger i provinsen Provincia de Granada och regionen Andalusien, i den södra delen av landet, 400 km söder om huvudstaden Madrid. Ferreira ligger 1 260 meter över havet och antalet invånare är 336.
Terrängen runt Ferreira är varierad, och sluttar norrut. Runt Ferreira är det glesbefolkat, med 12 invånare per kvadratkilometer. Närmaste större samhälle är Guadix, 16,8 km nordväst om Ferreira. Omgivningarna runt Ferreira är i huvudsak ett öppet busklandskap.